# Большой гамбургский пожар

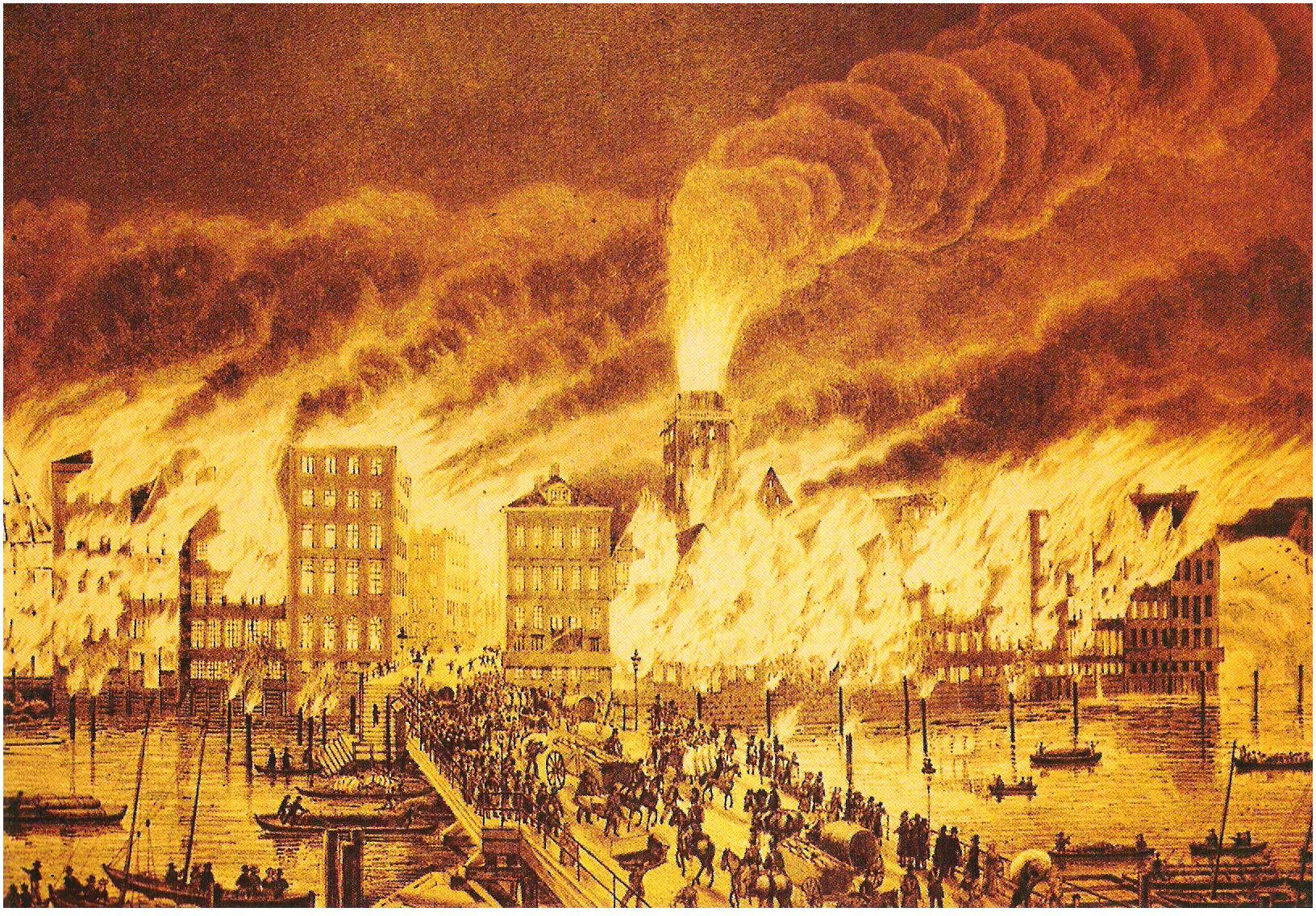
«Большой пожар», картина 1842 года кисти Петера Сура

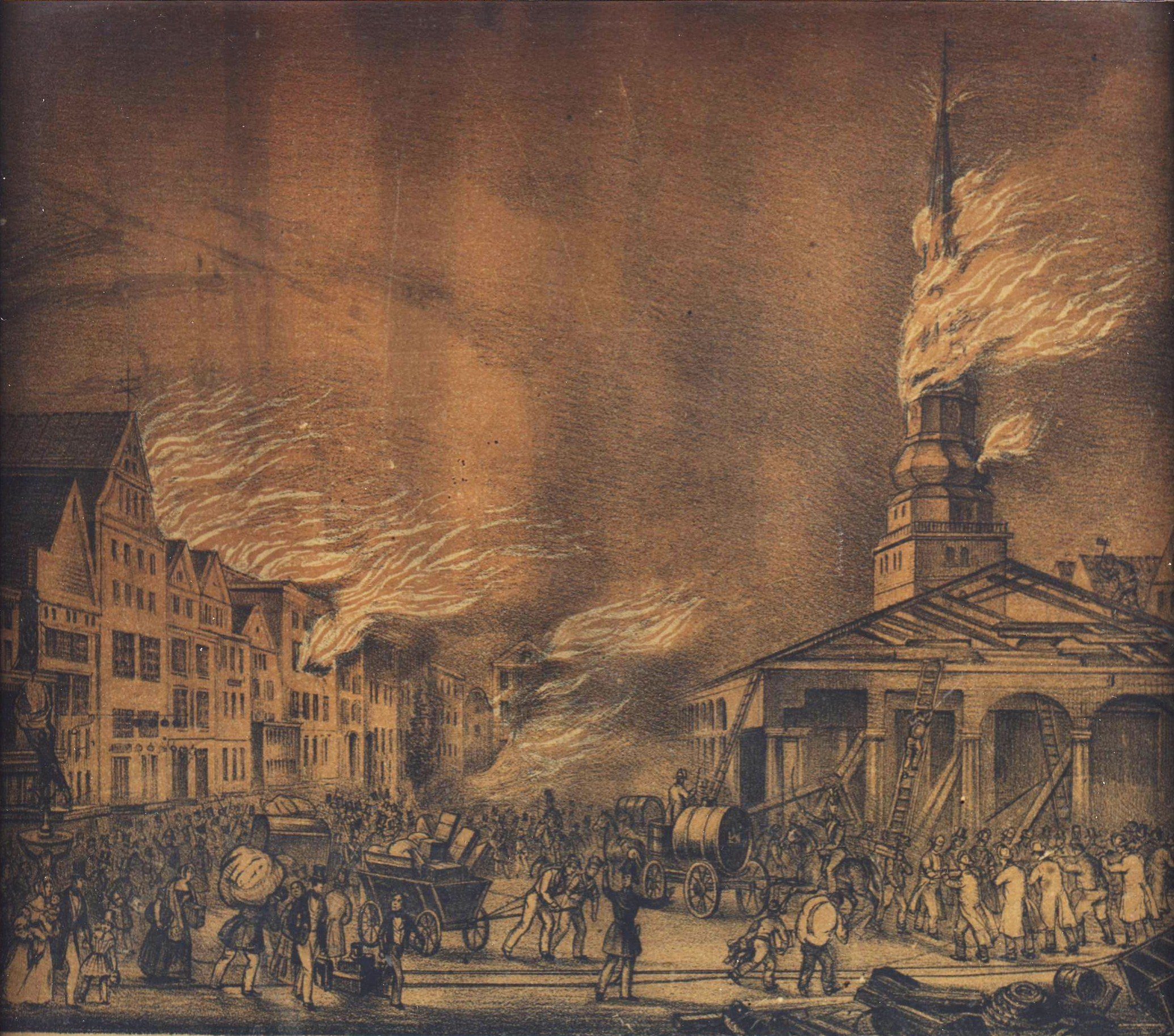
Горящая церковь св. Николая

Большой гамбургский пожар — крупный пожар в городе Гамбург, уничтоживший около одной трети зданий в Альтштадте, начавшийся ранним утром 5 мая 1842 года на Дайхштрассе и продолжавшийся до 8 мая. Пламя от пожара было видно на расстоянии 50 км. В результате бедствия погиб 51 человек, а также сгорело более 1700 построек и несколько важных общественных зданий, что вызвало необходимость проведения масштабной реконструкции города, приведшей в итоге к улучшению инфраструктуры. Вызванный последствиями пожара высокий спрос на услуги страховых компаний привёл к появлению перестрахования.

## Пожар

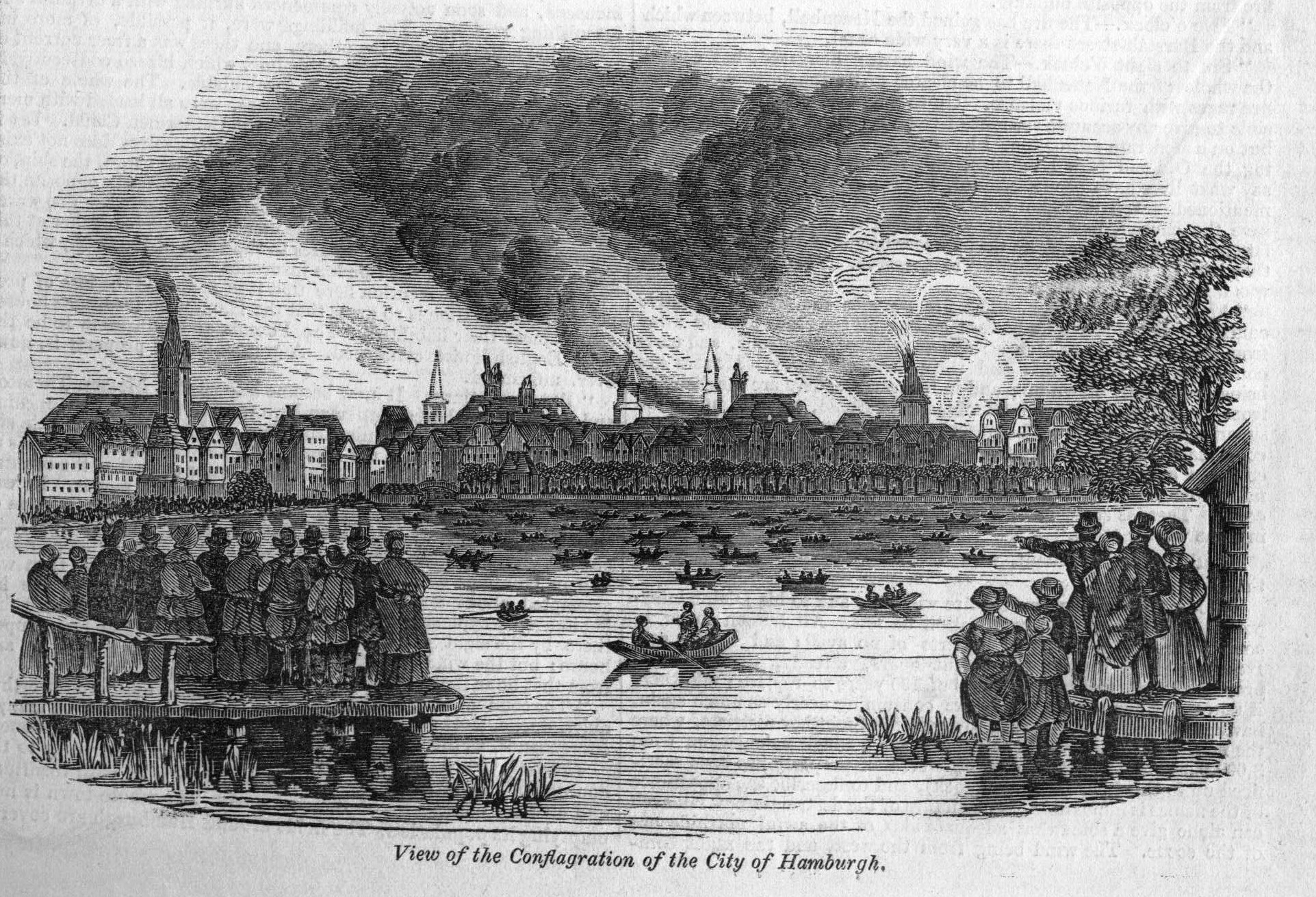
«Вид на пепелище Гамбурга», Illustrated London News, 11 мая 1842

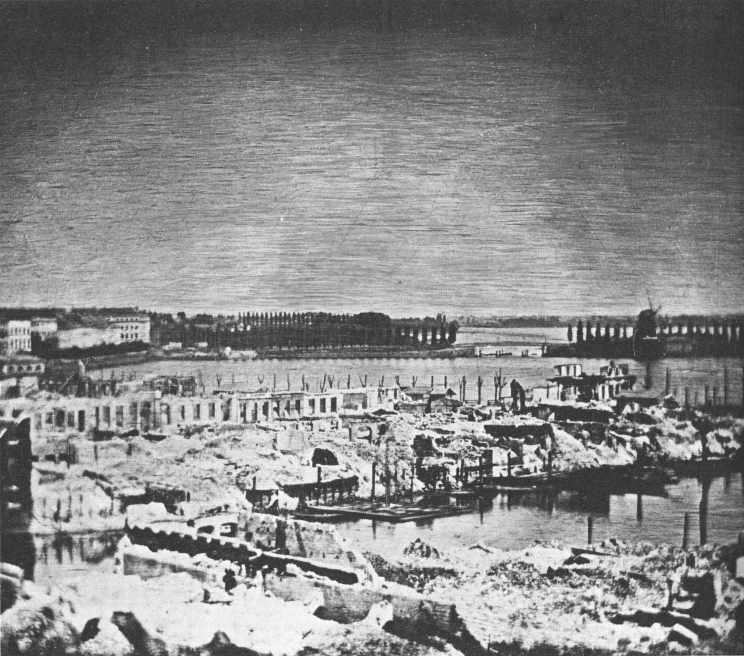
Фотография руин города после пожара, сделанная Херманном Биовом с крыши здания биржи

Возгорание началось на сигарной фабрике Эдуарда Коэна на Дайштрассе, 44 (согласно другим источникам — 42) у канала Николайфлет в самом начале 5 мая 1842 года. Жители соседних зданий известили ночную стражу о пожаре уже примерно в 1 час ночи. Пламя быстро распространилось до дома 25 через улицу. Погода в тот день была необычно сухой, а ветер — сильным и переменчивым. В Гамбурге имелись специальные пожарные надзиратели, чьи посты находились на церковных башнях, а также ночная стража, у которой были рога для подачи сигналов о пожаре и кодовые звоны, с помощью которых, посредством церковных колоколов извещалось о месте возникновения пожара и его тяжести. Команды пожарных-добровольцев в погоне за потенциальной премией стремились добраться к очагу возгорания первыми. Гамбург в то время был городом плотной застройки, с деревянными фахверковыми домами, обычно высокими и узкими, аналогичными по форме строительным площадкам. Многие купцы вели торговлю в тех же зданиях, где жили, поэтому в домах было множество складов с легковоспламеняющимися материалами, такими как резина и шеллак. К рассвету большая часть Альтштадта была в огне.
По мере распространения пламени здания разрушались, а их руины мешали перемещению пожарных лодок по каналам; кроме того, работа пожарных команд из разных приходов не была скоординирована. В город для помощи в тушении пожара прибыли пожарные из других населённых пунктов, в том числе из Киля и Любека. Некоторые здания были взорваны в попытке создать противопожарные редуты, в том числе старая ратуша, построенная в 1290 году (предварительно из неё было вывезено 18 подвод документации). 5 мая отмечался День Вознесения; спустя несколько часов после праздничного богослужения обрушился шпиль церкви св. Николая, несмотря на значительные усилия предотвратить это, после чего церковь сгорела. В городе начались паника и массовые мародёрства; полиция помогла пожарным в тушении огня, до того как была вынуждена переключиться на борьбу с грабежами. Около половины населения города, порядка 70 тысяч человек, бежали из него.
После трёх дней и ночей пожара пламя удалось потушить к 7 утра 8 мая — в значительной степени благодаря изменению направления ветра и остаткам старых крепостных стен города. Улица, на которой был ликвидирован последний очаг возгорания, впоследствии получила название «Brandsende» («Конец огня»). В результате пожара погиб 51 человек, в том числе 22 пожарных, и было уничтожено более 1700 зданий, в том числе более 4000 жилых домов, более ста складов, семь церквей, две синагоги, шестьдесят школ и общественных зданий, в том числе банк Гамбурга и ратуша. Без крова осталось 22 тысячи человек, в том числе четыре сенатора.

## Реакция
Пожар широко освещался мировой прессой: в частности, уже спустя несколько дней в «Illustrated London News» были опубликованы гравюры, изображавшие бедствие. Херман Биов, один из пионеров фотографии, снял дагерротипы, находясь на крыше уцелевшего во время пожара здания городской биржи, считающиеся ныне первыми фотографиями Гамбурга и одними из первых новостных фотографий. Раскрашенные диорамы, изображавшие бедствие, впоследствии выставлялись в разных городах. Для иллюстрирования масштабов катастрофы была создана инсталляция на основе развалин римского периода.
В ответ призыв правительства Гамбурга о помощи пострадавшим было собрано более семи миллионов марок; крупнейшими жертвователями были российский императора Николай I и король Франции Луи-Филипп. Значительное количество средств выделили также правительства Антверпена, Лондона, Риги, Роттердама и Санкт-Петербурга. Шестьдесят немецких писателей пожертвовали свои работы для благотворительного издания «Hansa-Album», деньги от продаж которого пошли в пользу погорельцев. Гейне Соломон, дядя поэта Генриха Гейне, заявил о том, что исполнит свои обязательства как страховщик, и призывал других купцов поступить так же.

## Последствия
Город после пожара был быстро перестроен — с использованием большого количества кирпича, при этом в отношении общественных зданий придерживались недолговечного по своей популярности, но на тот момент актуального архитектурного стиля «белого города». Была создана Техническая комиссия; британский инженер Линдси Уильям предложил план реконструкции, принятый с изменениями (сохранение существующей планировки, а преобразование всех улиц в прямые), и разработал проект по устройству канализации и застройке района Хаммербрук, для застройки которого использовались материалы из руин, оставшихся после пожара. Возведение деревянных построек более не разрешалось, предусматривались брандмауэры и огнестойкие фронтоны, а также вводились в действие правила, предъявляемые к дымовым трубам и потенциальным источникам возгорания, а ширина улиц была увеличена. Купцы с того времени стали всё чаще строить отдельные склады вблизи доков, перемещать свои резиденции в пригород, а с 1880-х годов строили для своих предприятий специализированные здания — «конторхаузеры». Линдси возглавил строительство систем канализации и водоснабжения Гамбурга, хотя городское правительство отказалось тратить деньги на фильтрацию речной воды песком, вследствие чего вода поступала к населению сильно загрязнённой, что в итоге привело в 1892 году к эпидемии холеры. К 1870 году в Гамбурге были также созданы современные на тот момент газовая сеть и уличное освещение. Система пожаротушения была реорганизована; в 1866 году в ходе обследования было отмечено, что в городе имеются два пожарных участка, водоснабжение под высоким давлением и почти 2000 гидрантов.
Финансовые потери от пожара составили около 100 миллионов марок, в связи с чем многие страховые компании столкнулись с серьёзными трудностями. Муниципальный гамбургский пожарный фонд, участие в котором было обязательным для большинства жителей в 1817 году, был вынужден выплатить 38 миллионов марок, ввиду чего ему пришлось взять облигации на сумму 34,4 миллиона марок (большую часть залога предоставил Гейне Соломон), которые выплачивались им более 46 лет. Катастрофа стала основным стимулом для создания первой перестраховочной компании «Kölnische Rückversicherungs-Gesellschaft».